# Almeida Faria

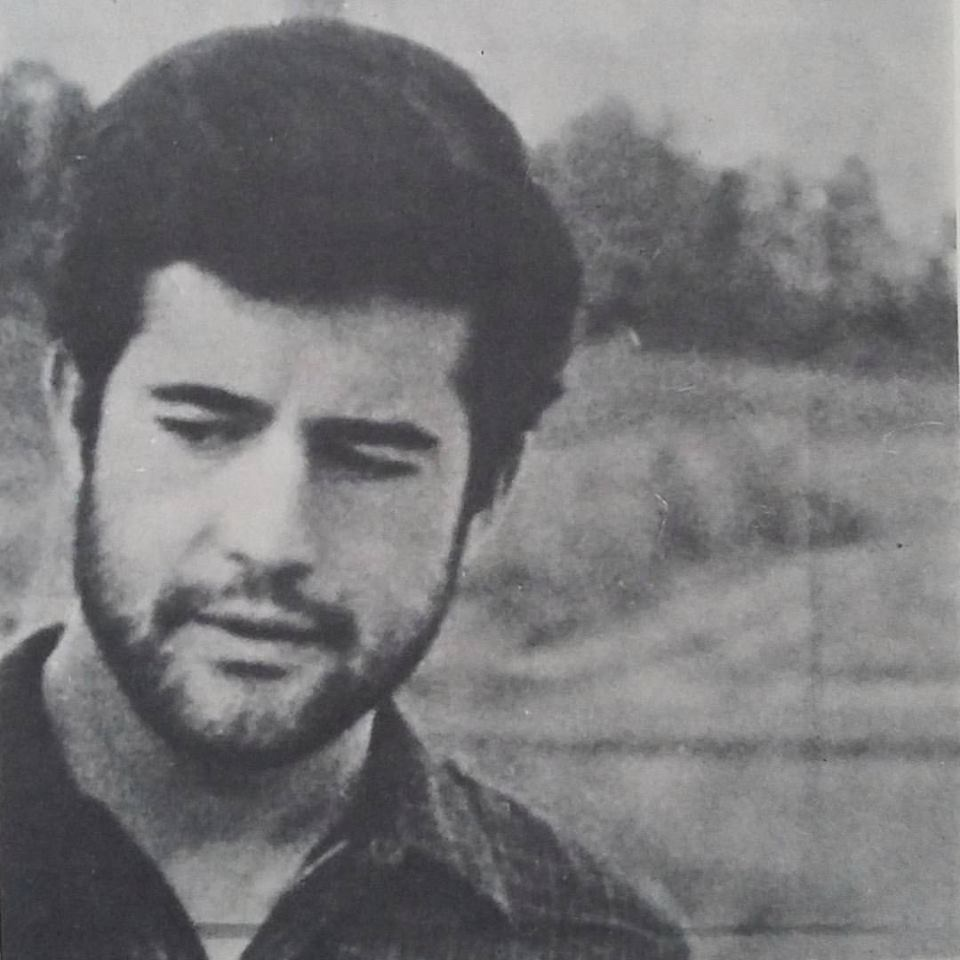
Almeida Faria

Almeida Faria, född den 6 maj 1943 i Montemor-o-Novo, är en portugisisk författare.
Han studerade filosofi i Lissabon.

### Titlar på originalspråk
- Rumor Branco (1962)
- A Paixão (1965)
- Tetralogia Lusitana
- Cortes (1978)
- Lusitânia (1980)
- Cavaleiro Andante (1983)
- O Conquistador
- A Reviravolta (1999)
- Vozes da Paixão  (1998)
- Os Passeios do Sonhador Solitário (1982)
- Do Poeta-Pintor ao Pintor-Poeta, (1988)

### Svenska översättningar
- Brottstycken (Cortes) (översättning Amadeu Batel och Marianne Eyre) (Norstedt, 1980)
- Lusitania: bilder från revolutionens Portugal (Lusitânia) (översättning Amadeu Batel och Marianne Eyre) (Norstedt, 1982)
- Den ensamme drömmarens vandringar och två samtal i Paris (introduktion och översättning: Marianne Sandels och Örjan Sjögren) (Almaviva, 2001)
- Passionsdagen (A paixão) (introduktion och översättning: Marianne Sandels) (Almaviva, 2009)